# Апостол Состен
Апостол Состен је био један од седамдесет Христових апостола. Апостол Павле га спомиње у својој Првој посланици Коринћанима (1 Кор 1,1). 
Био је епископ града Колофона у Малој Азији.
Православна црква га прославља 8. децембра по јулијанском календару.